# Matador (film, 2005)
Matador (v anglickém originále The Matador) je černá komedie z roku 2005. Režie a scénáře se ujal Richard Shepard. Ve snímku hrají hlavní role Pierce Brosnan, Greg Kinnear, Hope Davis a Philip Baker Hall.
Film měl premiéru na Filmovém festival Sundance v lednu roku 2005 a do kin byl uveden 30. prosince 2005 ve Spojených státech amerických. Pierce Brosnan získal za svojí roli nominaci na Zlatý glóbus a cenu Saturn.

## Obsazení
- Pierce Brosnan jako Julian Noble
- Greg Kinnear jako Danny Wright
- Hope Davis jako Carolyn "Bean" Wright
- Philip Baker Hall jako pan Randy
- Dylan Baker jako Lovell
- Adam Scott jako Phil Garrison
- Portia Dawson jako Genevive

## Produkce

### Natáčení
Přes to, že hlavní hrdina Julian cestuje do Vídně, Las Vegas, Moskvy, Sydney, Budapešti, Toskánska a do Manily, celý film byl natočený v Ciudad de México. Podle závěrečných titulků byly všechny zápasy s býky vytvořeny počítačově. Herečka Hope Davies byla během natáčení těhotná. 

## Přijetí

### Recenze
Film byl promítán na filmových festivalech Sundance, v Torontu a v Chicagu, kde získal pozitivní recenze od kritiků. Na recenzní stránce Rotten Tomatoes získal ze 152 započtených recenzí 74 procent s průměrným ratingem 6,7 bodů z deseti. Na Česko-Slovenské filmové databázi si snímek drží 61%.

### Nominace a ocenění
Pierce Brosnan byl nominovaný na Zlatý glóbus v kategorii nejlepší mužský herecký výkon v hlavní roli (muzikál nebo komedie), cenu však získal Joaquin Phoenix za film Walk the Line.